# Hruška (obchodní řetězec)
Hruška je český řetězec maloobchodních prodejen s potravinami provozovaný společností H R U Š K A , spol. s r.o. Má prodejny na Moravě, ve Slezsku a ve východních Čechách.
Společnost vznikla v květnu 1991. Zakladatelem byl podnikatel Pavel Hruzík. V roce 2014 získal Hruzíkův 40% podíl ve společnosti jeho syn Pavel Hruzík ml. V dubnu 2024 společnost koupila společnost Oriens z Maďarska. Ta již předtím vlastnila maloobchodní sítě Flop a Pramen.
V roce 2022 byl čistý zisk společnosti 157 milionů korun, obrat pak 7,78 miliard korun. Ke stejnému roku společnost provozovala celkem 434 prodejen a celkem pro 581 prodejen zajišťovala společnou obchodní politiku. V roce 2023 činil zisk společnosti 265 milionů korun.